# Висла
Ви́сла (на полски: Wisła; на немски: Weichsel) е голяма река в Източна Европа, една от главните водни артерии в региона, протичаща по територията на Полша (войводства (Силезко, Малополско, Подкарпатско, Швентокшиско, Люблинско, Мазовско, Куявско-Поморско и Поморско), вливаща се в Балтийско море. Дължина 1047 km, площ на водосборния басейн 198 500 km². Висла е най-дългата река в Полша и втората по пълноводие (след Нева), вливаща се в Балтийско море.

## Географска характеристика

### Извор, течение, устие
Река Висла води началото си на 1160 m н.в., от западния склон на Баранска планина (Barania Góra), в източната част на Моравско-Силезките Бескиди (част от планинската система на Западните Карпати), в южната част на Силезко войводство. Цялото течение на реката има форма на огромна латинска буква „S“ Първите 60 km в горното си течение, до изхода от Моравско-Силезките Бескиди Висла представлява бурен планински поток с множество прагове и бързеи. След град Краков приема отдясно редица големи притоци, стичащи се от Карпатите и става пълноводна река, като ширината на коритото ѝ след устието на река Дунаец достига 200 m, а след устието на Сан – 600 – 1000 m. Тук завършва горното течение на реката и посоката на течението ѝ се изменя постепенно от североизток на север. В средното си течение (до устието на река Бърда) Висла тече на север, а след столицата Варшава – на запад и става типична равнинна река, течаща предимно в широка, на места терасирана долина. На големи участъци коритото ѝ меандрира, на места се дели на ръкави и протоци, отличава се с неустойчивост и с голямо количество плитчини и дълбоки вирове. След устието на Бърда започва долното течение. От град Торун до устието си коритото ѝ е напълно урегулирано с високи водозащитни диги, предпазващи от наводнения и разрушаване на бреговете ѝ. На 50 km от устието си Висла се разделя на ръкави (Ногат, Мъртва Висла и др.), като образува обширна делта. Част от делтата се намира под морското равнище и е защитена също с високи водозащитни диги. Основният ръкав от делтата ѝ (средния) се влива в южната част на Гданския залив на Балтийско море, на 13 km източно от град Гданск, източният (Ногат) – във Висленски залив, а ръкавът Мъртва Висла – при град Гданск.

### Водосборен басейн, притоци
Водосборният басейн на Висла обхваща площ от 198 500 km², от които 174 хил.km² се намират в Полша, а останалите 24 хил.km² – на територията на Украйна, Беларус и Словакия. Речната ѝ мрежа е двустранно развита, но с повече, по-дълги и по-пълноводни десни притоци. На северозапад, север и североизток водосборният басейн на Висла граничи с водосборните басейни на Вепша, Слупя, Лупава, Леба, Посленка, Преголя, Неман и други по-малки реки, вливащи се в Балтийско море, на изток, югоизток и юг – с водосборните басейни на реките Днепър, Днестър и Дунав (от басейна на Черно море), а на запад – с водосборния басейн на река Одер (Одра, от басейна на Балтийско море).
Висла получава множество притоци, като 35 от тях са с дължина над 50 km, в т.ч. 16 притока над 100 km, от които 7 притока над 200 km. По-долу са изброени всичките тези 35 притока като е показано за всеки от тях дали е ляв (→) или (←) десен приток, дължината и площта на водосборния басейн.
- → Пшемша 88 / 2 121
- ← Сола 89 / 1 375
- ← Скава 96 / 1 160
- ← Раба 132 / 1 537
- → Шренява 87 / 706
- ← Ужвица 61 / 323
- ← Дунаец 247 / 6 804
- → Нида 153 / 3 862
- ← Брен 54 / ?
- ← Вислока 164 / 4 110
- → Копшивянка 72 / 707
- ← Ленг 81 / 960
- ← Сан 433 / 16 861
- → Опатовка 56 / 282
- ← Сана 51 / 606
- → Каменна 138 / 2 008
- → Илжанка 77 / 1 114
- ← Вепш 303 / 10 415
- → Радомка 116 / 2 000
- ← Окшейка 74 / 528
- ← Вилга 67 / 569
- → Пилица 319 / 8 341
- ← Свидер 89 / 1 162
- ← Западен Буг 831 / 73 470
- → Бзура 166 / 7 788
- ← Скарва 114 / 1 704
- ← Згловьончка 79 / 1 496
- ← Дървенца 207 / 5 536
- → Бърда 238 / 4 627
- → Вда 198 / 2 325
- ← Оса 96 / 1 595
- → Матава 59 / 457
- → Вежица 151 / 1 603
- ← Ногат 62 / 113

### Хидроложки показатели
Водният режим на Висла в значителна степен се определя от влиянието на притоците ѝ, стичащи се от Карпатите, като пролетното пълноводие се дължи основно на снеготопенето. През лятото и зимата често явление са епизодичните прииждания в резултат от поройни дъждове във водосборния ѝ басейн или бързото снеготопене. Бързото и високо (до 10 m) покачване на нивото ѝ, особено в горното и средно течение причинява големи наводнения. Последните често се дължат на задържането на водите ѝ от неразтопените ледове в долното ѝ течение. В промеждутъците между приижданията водата в реката намалява, което силно затруднява корабоплаването. Среден годишен отток при град Краков 84 m³/sec, при Варшава – 590 m³/sec, при Тчев (близо до устието) – 1030 m³/sec, в устието – 1080 m³/sec. В студени зими замръзва за кратко, но като цяло ледът е неустойчив.

## Стопанско значение, селища
Висла е плавателна за плиткогазещи речни съдове (до 200 – 500 т) на 940 km, до устието на река Пшемша в течение на 200 – 250 дни през годината. Чрез Днепровско-Бугския плавателен канал висла се съединява с река Днепър, а чрез Бидгощкия плавателен канал – с река Одер (Одра). С цел регулиране на оттокът ѝ и за нуждите на селското стопанство на Висла и на част от нейните притоци са изградени язовири, на някои от които действат ВЕЦ. Голяма част от водите ѝ се използва за битово (в горното течение) и промишлено водоснабдяване.
Долината на реката е гъсто заселена, като най-големите селища са градовете:
- Малополско войводство – Краков;
- Подкарпатско войводство – Тарнобжег;
- Швентокшиско войводство – Сандомеж;
- Люблинско войводство – Пулави;
- Мазовецко войводство – Демблин, Варшава, Нови Двур Мазовецки, Плоцк;
- Куявско-Поморско войводство – Влоцлавек, Торун, Солец Куявски, Бидгошч, Швече, Груджьондз;
- Поморско войводство – Тчев.[1]